# Серранільйос-дель-Вальє
Серранільйос-дель-Вальє (ісп. Serranillos del Valle) — муніципалітет в Іспанії, у складі автономної спільноти Мадрид. Населення — 3440 осіб (2010).
Муніципалітет розташований на відстані близько 28 км на південний захід від Мадрида.
На території муніципалітету розташовані такі населені пункти: (дані про населення за 2010 рік)
- Серранільйос-дель-Вальє: 3440 осіб
- Ель-Карраскаль: 0 осіб

## Демографія
Динаміка населення (INE ):

## Галерея зображень

Розташування муніципалітету у автономній спільноті Мадрид